# Buzova, Kiev-Sveatoșîn
Buzova (în ucraineană Бузова) este localitatea de reședință a comunei Buzova din raionul Kiev-Sveatoșîn, regiunea Kiev, Ucraina.

## Demografie
Componența lingvistică a localității Buzova
     Ucraineană (96,19%)
     Rusă (3,49%)
     Alte limbi (0,06%)
Conform recensământului din 2001, majoritatea populației localității Buzova era vorbitoare de ucraineană (96,19%), existând în minoritate și vorbitori de rusă (3,49%).